# Marsac (Creuse)
Marsac è un comune francese di 709 abitanti situato nel dipartimento della Creuse, nella regione della Nuova Aquitania.

## Società

### Evoluzione demografica
Abitanti censiti